# Gran Reserva (antología)
Espectáculo trigésimo sexto del grupo argentino de humor Les Luthiers. Se estrenó el viernes, 5 de mayo de 2017 en Teatro Auditorio Fundación Astengo (Rosario, Argentina). El espectáculo es una nueva antología (la tercera consecutiva) que coincide con el quincuagésimo aniversario del conjunto y el primer espectáculo en estrenarse sin la participación de Daniel Rabinovich, fallecido en 2015.
Su última presentación fue el domingo 23 de octubre de 2022 en el Auditorio Palacio de Congresos Mar de Vigo (Vigo, Pontevedra, España).

## Programa
- Entreteniciencia familiar
- Lo que el sheriff se contó
- Perdónala
- Buscando a Helmut Bösengeist
- San Ictícola de los peces
- Música y costumbres de Makanoa
- La hora de la nostalgia
- Quien conociera a María amaría a María
- La balada del 7º regimiento
- Rhapsody in balls
- Ya no te amo, Raúl

## Formaciones
2017
- Carlos López Puccio
- Carlos Núñez Cortés
- Jorge Maronna
- Marcos Mundstock
- Horacio Tato Turano
- Martín O'Connor
- Tomás Mayer Wolf (reemplazante)
- Roberto Antier (reemplazante)

2017-2019
- Carlos López Puccio
- Jorge Maronna
- Marcos Mundstock
- Horacio Tato Turano
- Martín O'Connor
- Tomás Mayer Wolf
- Roberto Antier (reemplazante)

2019-2020 y "Elenco 2019"
- Roberto Antier
- Carlos López Puccio
- Jorge Maronna
- Tomás Mayer-Wolf
- Martín O’Connor
- Horacio Tato Turano
- Santiago Otero Ramos (reemplazante/alternante)
- Pablo Rabinovich (reemplazante/alternante)

## "Les Luthiers" y "Les Luthiers elenco 2019"
A partir de la reanudación de las presentaciones de este espectáculo en julio de 2022, este tiene una particularidad en la publicidad y en los programa de mano digitales, el cual es el añadido de "elenco 2019" al nombre del conjunto, con la función de indicar la formación actual, la cual consta de dos de los miembros históricos del conjunto, cuatro contratados como miembros titulares y dos contratados como alternantes. Esto se aprecia dentro de los estatutos de Ostinato SRL, empresa encargada de producir las presentaciones del conjunto de 2022 a 2023.